# Ludwig Müller (général)
Pour les articles homonymes, voir Müller et Ludwig Müller.
Le titre de cet article comprend le caractère ü. Quand celui-ci n'est pas disponible ou n'est pas désiré, le nom de l'article peut être représenté comme Ludwig Mueller.
Johann Ludwig Müller (28 juin 1892 à Zeselberg - 28 juin 1972 à Ettlingen) est un General der Infanterie allemand qui a servi au sein de la Heer dans la Wehrmacht pendant la Seconde Guerre mondiale.
Il a été récipiendaire de la croix de chevalier de la croix de fer avec feuilles de chêne. La croix de chevalier de la croix de fer et son grade supérieur, les feuilles de chêne, sont attribués pour récompenser un acte d'une extrême bravoure sur le champ de bataille ou un commandement militaire avec succès.

## Biographie
Ludwig Müller passe son baccalauréat en 1912 à Spire et commence des études à l'université de Wurtzbourg. En 1914, ce fils d'instituteur interrompt ses études pour s'engager dans l'armée bavaroise en tant que porte-drapeau. Il rejoint alors le 22e régiment d'infanterie royal bavarois (de). 
Ludwig Müller est capturé par les troupes soviétiques en août 1944 et reste en captivité jusqu'en 1955.

## Décorations
- Croix de fer (1914)
  - 2e classe (10 juillet 1915)
  - 1re classe (8 avril 1918)
- Croix d'honneur
- Agrafe de la croix de fer (1939)
  - 2e classe (21 octobre 1939)
  - 1re classe (31 mai 1940)
- Médaille du Front de l'Est
- Croix allemande en or (28 février 1942)
- Croix de chevalier de la croix de fer avec feuilles de chêne
  - Croix de chevalier le 25 octobre 1943 en tant que Generalleutnant aet commandant de la 97. Jäger Division[1]
  - 440e feuilles de chêne le 6 avril 1944 en tant que Generalleutnant et stv. Führer XXIX Armeekorps[2]